# آخرین رقص مری جین
«آخرین رقص مری جین» (به انگلیسی: Mary Jane's Last Dance) ترانه‌ای از ساخته‌های تام پتی و اجرا شده توسط تام پتی اند د هارت‌بریکرز است. تام پتی این ترانه را در ۲۲ ژوئیه ۱۹۹۳ و همراه با قطعه‌های آلبوم Wildflowers ضبط کرد اما آن را به‌همراه آلبوم Greatest Hits‎ (۱۹۹۳) منتشر کرد. تک‌آهنگ «آخرین رقص مری جین» در زمان انتشارش در ایالات متحده تا ردهٔ ۱۴اُم بیلبورد هات ۱۰۰ صعود کرد و اولین اثر پتی در دههٔ ۹۰ میلادی بود که جزو ۲۰ تک‌آهنگ پُرفروش روز آمریکا می‌شد.
مایک کمپل (گیتاریست) در پاسخ این پرسش که آیا شعر ترانه ربطی با ماری‌جوآنا دارد گفته محتوای ترانه هنوز راجع به یک دختر ایندیانایی در یک شب ایندیانایی است. همچنین می‌تواند راجع به یک وداع عاشقانه باشد. شما می‌توانید هر مفهومی که به ذهن‌تان می‌آورد را برایش در نظر بگیرید. در زمان ضبط «آخرین رقص مری جین» پتی سعی می‌کرد به کمپل بفهماند سولوی پایانی ترانه را چطور اجرا کند اما موفق نشد و بالاخره خودش آن بخش را نواخت.

## موزیک ویدئو
ویدئوی «آخرین رقص مری جین» داستان یک کارگر مُرده‌شورخانه را روایت می‌کند که عاشق یک دختر زیبای مُرده می‌شود. او جنازهٔ دختر را از مُرده‌شورخانه می‌دزدد و به خانه‌اش می‌برد. در خانه، مُرده‌شور ترتیب یک ضیافت عاشقانه را می‌دهد: صورت دختر را آرایش می‌کند، بهترین لباسش را می‌پوشد و به جنازهٔ دخترک هم لباس عروس می‌پوشاند. میز شام مجللی می‌چیند، دختر را روی صندلی‌ای می‌نشاند و خودش هم روبرویش. او جنازه را به صرف شام و نوشیدنی دعوت می‌کند و بعد در حالی که بغلش کرده سعی می‌کند با او برقصد. اما بالاخره از بی حرکتی و بی‌احساسی جنازه حوصله‌اش سر می‌رود، او را برمی‌دارد و در ساحل دریای نزدیک خانه‌اش به آب می‌اندازد. زمانی که مُرده‌شور از محل دور می‌شود جنازهٔ غوطه‌ور دختر در آب نشان داده می‌شود که جان گرفته و چشمهایش را باز می‌کند. در این ویدئو تام پتی نقش مُرده‌شور و کیم بیسینگر نقش دختر مُرده را بازی می‌کنند.
این ویدئو در سال ۱۹۹۴ برندهٔ «بهترین موزیک ویدئوی مَرد» از جوایز اِم‌تی‌وی شد.